# Муслимов, Ширали Фарзали оглы
Ширали Фарзали оглы Муслимов (азерб. Şirəli Müslümov, тал. Širali Muslimov; в некоторых источниках — Мислимов; 26 марта 1805(?), Барзаву, Талышское ханство — 2 сентября 1973, там же) — российский и советский азербайджанский неверифицированный долгожитель; чабан, который, согласно непроверенным данным, прожил 168 лет.

## Биография
Муслимов родился и прожил в талышском селении Барзаву (ныне — в Лерикском районе Азербайджана). По национальности — талыш.
В паспорте Муслимова было указано, что он родился 26 марта 1805 года, а умер 2 сентября 1973 года. По словам долгожителя, его отец дожил до 110 лет, а мать до 90. Известно, что третья супруга Муслимова умерла в возрасте 104 лет, из них прожив 15 лет уже после смерти мужа.
Поскольку у Муслимова отсутствовало свидетельство о рождении, западные исследователи отказываются считать его самым старым человеком в истории. В «Книге рекордов Гиннесса» утверждается, что возраст Муслимова был завышен на 40—50 лет.

## Семья
Третья жена — Хатум-ханум (1884—1988). Была дочь.

## Отражение в массовой культуре
- В советское время о нём сняли документальный фильм «Ширали спускается с гор»[14].
- В 1993 году занесён в книгу рекордов России, стран СНГ и Балтии «Диво 93. Чудеса. Рекорды. Достижения»[15].